# Huevos con bacon

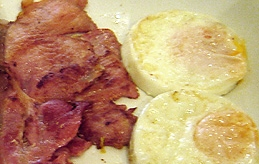
Panceta ahumada y huevo frito.

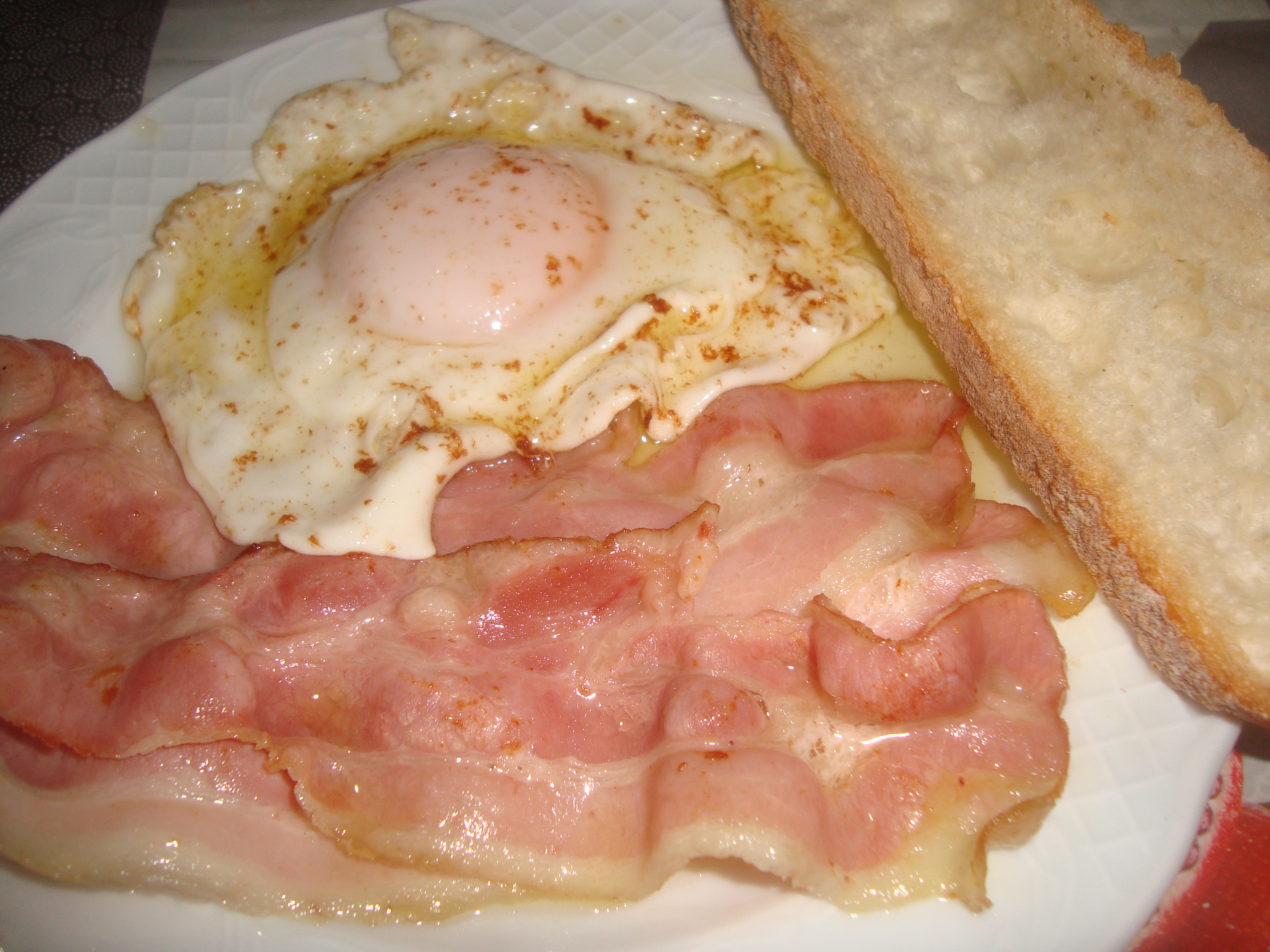
Huevo frito con panceta o bacon

El huevo con bacon (en inglés: bacon and eggs) se considera uno de los desayunos más comunes en muchos países con cultura anglosajona. Se compone de dos elementos esenciales: huevo frito y bacon. Se considera un desayuno altamente energético.

## Uso
Forma parte importante del full English breakfast (Desayuno Inglés), del Irish breakfast (Desayuno irlandés), así como el Ulster fry. Fue muy popularizado en los Estados Unidos por Edward Bernays en los años 1920 y 1930.

## Variantes
En inglés la expresión "bacon and eggs" se toma a menudo como sinónimo de "desayuno". Algunos productos cocinados se describen similarmente con el apelativo de "bacon and eggs set" cuando incluyen más alimentos similares acompañando a este desayuno. A veces se acompaña este plato de otros como tomates o salchichas. En España es frecuente ver este plato acompañado bien con el chorizo o con su picadillo frito y revuelto.
En los países latinoamericanos así como en parte de Europa y Asia es frecuente ver otra variante con tocino mezclado con el huevo revuelto (en ocasiones se le añade cebolla para dar más sabor al plato) para ello primero se fríe el tocino solo o con la cebolla según el gusto del comensal y se acompaña con la guarnición y condimentos según cada país.

## Nutrición
En los tiempos modernos es sabido que las dietas con altos contenidos en productos animales, en particular las grasas saturadas y colesterol, son poco sanas y contribuyen a las cardiopatías. Sumado al hecho del exceso de sodio producto de la sal que contiene, debe ser tenido en cuenta y de consumo vigilado por personas que sufren de trastornos renales o hipertensión arterial. 
- Datos: Q3277405
- Multimedia: Bacon and eggs / Q3277405